# Международный исследовательский центр по сохранению и реставрации культурных ценностей
Международный исследовательский центр по сохранению и реставрации культурных ценностей (англ. International Centre for the Study of the Preservation and Restoration of Cultural Property, сокр. англ. ICCROM) является межгосударственной организацией, занимающейся сохранением всемирного культурного наследия через обучение, распространение информации, исследования, сотрудничество и проведение общественных кампаний. Целью ИККРОМ является развитие деятельности в области сохранения и реставрации, а также привлечение внимания к важности культурного наследия и его хрупкости.
Центр был создан в результате предложения, сделанного на Генеральной конференции ЮНЕСКО в Дели в 1956 году. Спустя три года в Риме (Италия) был создан Центр, где и по сей день находится его штаб-квартира.
ИККРОМ отвечает потребностям своих государств-членов. В настоящее время 136 государств являются членами ИККРОМ.

## Цель
Цель ИККРОМ определяется рядом актов, разработанных незадолго до его создания (и пересмотренных к 25 ноября 2009 года).
Статья 1, Цель и функции
Международный исследовательский центр по сохранению и реставрации культурных ценностей (именуемый далее как «ИККРОМ») должен способствовать сохранению и реставрации мировых культурных ценностей через создание, разработку и продвижение условий для такого сохранения и реставрации. ИККРОМ должен, в частности, осуществлять следующие функции:
1. собирать, изучать и распространять информацию, касающуюся научно-технических и этических вопросов в области сохранения и реставрации культурных ценностей;
2. координировать, стимулировать или организовывать исследования в этой области путём, в частности, постановки задач органам или экспертам, проведение международных встреч, публикации и обмен специалистами;
3. давать советы и рекомендации по общим и конкретным вопросам, касающихся сохранения и реставрации культурных ценностей;
4. продвигать, развивать и организовывать обучение в области сохранения и реставрации культурных ценностей и улучшать стандарты и практику сохранения и реставрационных работ;
5. поощрять инициативу для развития лучшего понимания важности сохранения и реставрации культурных ценностей.

### Деятельность
ИККРОМ осуществляет свою цель, работая в пяти областях: обучение, распространение информации, проведение исследований, организации сотрудничества и проведение общественных кампаний.

### Обучение
ИККРОМ содействует наращиванию потенциала через развитие образовательных материалов, организацию профессиональных обучающих тренингов по всему миру, стажировок и партнерских программ. С 1965 года ИККРОМ проводит обучающие курсы для специалистов по ряду направлений, включая сохранение археологических раскопок, ведение архитектурных записей и инвентаризации, сохранение архитектурного наследия, принятие решений по сохранению культурного наследия, управление культурным наследием, превентивное сохранение в фондах музеев и управление коллекциями, находящихся под угрозой исчезновения. Одни курсы ориентированы на конкретные материалы, такие как камень, дерево, или коллекции звуков и изображений, а другие по-прежнему сосредоточены на сохранении наследия в конкретных региональных областях, таких как арабский регион или Юго-Восточная Азия.

### Информация
Библиотека ИККРОМ - одна из крупнейших в мире библиотек в области сохранения и реставрации культурного наследия. Каталог библиотеки составляет свыше 115 тыс. зарегистрированных  справочных материалов и 1 800 специализированных журналов на более чем 60 языках. Кроме того, в архиве ИККРОМ содержатся материалы, датируемые временем создания ИККРОМ, а также более 200 тыс. изображений культурного наследия со всего мира, имеющие отношение к научно-образовательной деятельности ИККРОМ. Вэб-сайт ИККРОМ содержит полную информацию о курсах, деятельности, международных событиях, вакансиях и образовании в области сохранения культурного наследия.

### Исследовательская деятельность
ИККРОМ расширяет сеть профессионалов и учреждений в области сохранения культурных ценностей, с помощью которых ИККРОМ организует и координирует встречи для выработки общих подходов и методологий. ИККРОМ также продвигает принятые международным сообществом этические принципы, критерии и технические стандарты в области сохранения культурного наследия. Лаборатория ИККРОМ также служит источником информации для профессионалов, участников курсов, стажёров и членов Центра.

### Сотрудничество
ИККРОМ осуществляет свою деятельность в сотрудничестве с большим количеством институциональных и профессиональных партнёров. Кроме того, ИККРОМ оказывает услуги для своих членов в форме совместных проектов, обучения и предоставления технических консультаций. [3]
Проведение общественных кампаний
ИККРОМ распространяет учебные материалы и организует семинары и конференции для просвещения общественности и организации поддержки в области сохранения культурного наследия.

## История
После окончания Второй мировой войны появилась необходимость в реставрации памятников и других видов культурного наследия, повреждённых или уничтоженных во время войны. В то же время многие страны освобождались от колонизации и были готовы к проведению индустриализации, возвращению и пересмотру своей культурной идентичности и обучению и сохранению своего культурного наследия.
На международном уровне наблюдалась нехватка системного образования и влиятельных органов для оказания странам помощи в восстановлении и защите своего наследия. Поэтому, во время Шестой сессии Генеральной конференции ЮНЕСКО в 1951 г., правительство Швейцарии внесло резолюцию о создании международного центра для изучения и продвижения методов сохранения культурного наследия в мировом масштабе. Конференция приняла резолюцию и создала комитет экспертов для определения роли и функций этого учреждения. В буклете, выпущенном Центром к своей десятой годовщине («Первое десятилетие: 1959 – 1969 гг.»,  страницы 12-13), Хироси Дайфуку, сотрудник Отдела развития культурного наследия ЮНЕСКО, написал следующее:
Господин Жорж Анри Ривьер (директор ИКОМ) был назначен председателем подкомитета Международного комитета по памятникам ЮНЕСКО для создания Центра. Члены этого комитета, при обсуждении предложенных функций Центра 25 сентября 1953 г., решили, что такой орган мог бы, например,
1. решать важные проблемы, касающиеся сохранения культурного наследия, например, их освещения;
2. обращаться за помощью к специалистам из различных стран;
3. предоставлять информацию странам, где нет лабораторий;
4. решать проблемы, касающиеся сохранения памятников;
5. координировать исследовательскую работу и в конечном итоге, используя свой авторитет, не допускать к работе неквалифицированных реставраторов для работы с важными произведениями искусства;

Эти функции потом возьмут за основу при выработке Устава Центра
В 1956 г. на Девятой сессии Генеральной конференции ЮНЕСКО в Дели была принята резолюция, а в 1957 г. было подписано соглашение между правительством Итальянской Республики и ЮНЕСКО, предусматривающее создание этого Центра в Риме.
Присоединение пяти новых государств в 1958 г. позволило Уставу вступить в силу, после чего Центр стал юридическим лицом. Было установлено сотрудничество с другими европейскими учреждениями, занимающимися реставрацией культурных ценностей, такими как Итальянский центральный институт реставрации и Королевский институт реставрации предметов искусства Бельгии. По представлению ЮНЕСКО был создан временный комитет для управления Центром, который начал свою работу в 1959 г. в Риме. Председателем этого комитета стал известный куратор Британского музея Гарольд Дж. Плендерлит, а его заместителем был назначен бельгийский искусствовед Пол Филиппот. В 1960 г. была проведена первая Генеральная Ассамблея, на которой были избраны первые постоянные члены Совета.

### Хронология
Ниже прилагается хронология основных событий в развитии Центра:
- 1956 — Генеральная Конференция ЮНЕСКО принимает решение о создании организации по реставрации культурного наследия.
- 1957 — Подписан Договор между ЮНЕСКО и Италией по созданию центра в Риме. Австрия становится первым государством-членом.
- 1958 — Пять новых государств становятся членам Центра, придавая центру юридический статус.
- 1959 — Римский центр начинает функционировать и Гарольд Дж. Плендерлит становится его первым директором.
- 1960 — Проводится первая Генеральная Ассамблея.
- 1961 — Открылась библиотека, которая становится основным источником литературы в области реставрации.
- 1964 — Центр участвует в подготовке Венецианской хартии, а также в спасении памятников долины Нила, включая храмы Абу Симбела.
- 1965 — Проводится первый обучающий курс по реставрации архитектурных ценностей (АРК).
- 1966 — ИККРОМ координирует действия международного сообщества по ликвидации последствий наводнений во Флоренции и Венеции.
- 1968 — Проводится первый обучающий курс по реставрации фресковой живописи (МПК).
- 1971 — Пол Филиппот становится директором Центра и меняет название с «Римского центра» на «Международный центр по сохранению культурных ценностей».
- 1972 — ЮНЕСКО признаёт Центр в качестве консультативного органа при Конвенции Всемирного Наследия.
- 1973 — Проводится первый обучающий курс по науке в области реставрации культурных ценностей (СПК).
- 1975 — Проводится первый обучающий курс по превентивной охране музейных ценностей.
- 1976 — Организуется первый обучающий курс по реставрации культурных ценностей из камня в Венеции. Проводятся восстановительные работы после землетрясения во Фриули, Италия.
- 1977 — Бернард М. Фильден назначается директором и меняет название центра на ИККРОМ.
- 1981 — Турецкий археолог Кеват Эрдер становится директором ИККРОМ.
- 1982 — Запускается программа технической помощи, изначально предназначенная для предоставления мелкого оборудования и предметов снабжения, дидактического материала и литературы по реставрации культурных ценностей, ежегодных подписок на периодические издания по сохранению культурных ценностей, а также фотокопий для общественных и некоммерческих организаций.
- 1985 — Запускаются региональные программы, включая программу ПРЕМА (по профилактическому сохранению музейных ценностей в Африке) — долгосрочная инициатива по обучению профессионалов в области профилактического сохранения культурных ценностей из стран Африки южнее Сахары.
- 1986 — ИККРОМ получает премию Ага Хана по архитектуре, за реставрации мечети Аль-Акса в Иерусалиме.
- 1988 — Польский архитектор Анджей Томашевский назначается директором. Проводится первый обучающий курс по сохранению культурных ценностей из древесины в городе Трондхейм, Норвегия.
- 1991- Начинается кампания «Media Save Art», которая имеет своей целью повышение уровня осведомленности среди детей школьного возраста относительно уязвимости культурного наследия.
- 1992 — Марк Лэйнен, директор музея и искусствовед из Бельгии, становится Генеральным директором.
- 1993 — Начало программы НАМЕК, направленной на обучение в сфере охраны культурных ценностей стран Магреба. Уставные функции ИККРОМа включают в себя аспекты правозащитной деятельности.
- 1994 — ИККРОМ открывает свою страницу в Интернете. Запускается Программа ПРЕМО, направленная на сохранную деятельность в Тихоокеанском регионе. Подготовка «Документа Нара об аутентичности» проходит в Японии.
- 1995 — Начало проекта комплексной реставрации памятников территориальной и городской архитектуры (ИТУК).
- 1996 — На месте археологических раскопок Чан Чан в Трухильо, Перу, был проведен первый ПАТ курс (пан-американский курс по сохранению культурного наследия и управлению архитектурным и археологическим наследием).
- 1997 — В ИККРОМ была открыта лаборатория доктора Гарольда Дж. Пленделита.
- 1998 — Была запущена программа Африка 2009, предлагающая обучающие курсы по сохранению недвижимого культурного наследия в странах Африки южнее Сахары. Также было подписано соглашение между ИККРОМ и Национальным университетом Бенина по созданию Школы африканского наследия (ЕПА).
- 1999 — Проведен первый курс по сохранению Уруши (японской технологии лаков).
- 2000 — В Риге (Латвия) на региональной конференции, проходящей с 23 по 24 октября 2000 г., по инициативе ИККРОМ была принята Рижская хартия об аутентичности и исторической реконструкции культурного наследия.
- 2000 — Николас Стэнли-Прайс, британский археолог и специалист в области реставрации, становится директором. Начинает работать Программа для развития музеев в Момбасе, Кения (ПМДА, которая теперь называется СХДА).
- 2002 — the Internship and Fellows Programme is established. The first Sharing Conservation Decisions course is held.
- 2002 — Создана Программа для стажёров и студентов. Проведен первый курс по Обмену решениями в области реставрации.
- 2003 — ИККРОМ начинает проводить первые двухгодичные форумы в Риме. Первый форум был посвящен Живому религиозному наследию. Проводится первый курс по Архитектурной документации, инвентаризации и информационным системам для сохранения культурного наследия (АРИС).
- 2004 — Запускаются две программы: АТХАР (сохранение культурного наследия в арабском регионе) и CollAsia 2010 (сохранение коллекций культурного наследия в Юго-Восточной Азии).
- 2005 — В Риме проводится первый курс по Снижению рисков коллекциям культурного наследия.
- 2006 — Мунир Бушенаки, алжирский археолог и заместитель Генерального директора по культуре ЮНЕСКО, назначен Генеральным директором. ИККРОМ празднует 50-ю годовщину Резолюции Генеральной конференции о создании Центра.
- 2007 — В Рио-де-Жанейро (Бразилия) проводится первый курс по Сохранению звуковых и изобразительных коллекций (СОИМА), который является продолжением курса АРК.
- 2008 — Запускается Программа по сохранению культурного наследия в Латинской Америке и странах Карибского моря (ЛАТАМ).
- 2009 — Завершается Программа Африка 2009. ИККРОМ празднует 50-ю годовщину своей деятельности.
- 2010 — Завершается Программа CollAsia 2010. Эта программа укрепляла потенциал в области сохранения предметов культурного наследия Тихоокеанского региона и подчеркивала важность интегрирования сообществ и нематериального наследия в процесс реставрации. В Риме проводится первый курс Скорой помощи культурному наследию (ФАК). Этот курс с участием многих партнёров также предлагается и на Гаити после землетрясения 2000 г. и с тех пор проводится по всему миру.
- 2011 — Стефано Де Каро, итальянский археолог, избирается Генеральным директором ИККРОМ. В сотрудничестве с ЮНЕСКО запускается платформа RE-ORG, которая предлагает небольшим музеям механизмы и руководство для реорганизации хранилищ.
- 2012 — Запускается новая Программа по управлению рисками природных бедствий (ДРМ).
- 2013 — В октябре 2013 г. ИККРОМ проводит Форум по изучению реставрации, который собирает специалистов в области реставрации со всего мира для обсуждения важности изучения реставрации в контексте всемирных проблем.
- 2014 — В Шардже (ОАЭ) открывается Региональный центр по сохранению культурного наследия (ИККРОМ-АТХАР).
- 2015 — ИККРОМ включает вопросы культурного наследия в повестку Третьей всемирной конференции по снижению рисков природных бедствий (WCDRR), прошедшей в г. Сендай (Япония). В Непале проводится курс ФАК в помощь восстановлению объектов культурного наследия после землетрясения в Непале.
- 2016 — ИККРОМ оказывает помощь в восстановительных работах в Багане после землетрясения в Мьянме.

## Организационная структура
Структура управления ИККРОМ состоит из Генеральной ассамблеи, Совета и Секретариата.

### Генеральная ассамблея
Генеральная ассамблея одобряет отчёты о деятельности Совета и Секретариата, определяет взносы государств-членов и принимает, и при необходимости пересматривает, Устав и нормативные положения ИККРОМ.

### Совет
Члены Совета ИККРОМ избираются из числа наиболее квалифицированных экспертов мира в области сохранения и реставрации. При выборе членов Совета учитывается равное представительство всех культурных регионов мира, а также их соответствующая специализации.

### Секретариат
Секретариат ИККРОМ состоит из Генерального директора и его сотрудников. Генеральный директор отвечает за исполнение принятых программ. Сотрудники распределяются по следующим секторам: недвижимое наследие (памятники, места археологических раскопок, исторические места и т.д.), движимое наследие (такое как музейные коллекции), знания и средства общения (библиотеки и архивы, публикации, вэб-страницы), дидактическая лаборатория, финансы и администрирование.

## Государства-члены
- Австралия (26.06.1975)
- Австрия (20.05.1957)
- Азербайджан (03.01.2002)
- Албания (02.04.1962)
- Алжир (18.01.1973)
- Ангола (04.06.1992)
- Андорра (04.06.1998)
- Аргентина (29.08.1988)
- Армения (05.05.2004)
- Афганистан (07.02.2010)
- Бангладеш (18.10.2007)
- Барбадос (01.04.1985)
- Бахрейн (15.12.2005)
- Бельгия (07.07.1959)
- Бенин (05.06.1986)
- Болгария (12.01.1960)
- Боливия (17.12.2004)
- Босния и Герцеговина (19.07.2000)
- Ботсвана (02.02.2002)
- Бразилия (21.08.1964)
- Бруней-Даруссалам (24.12.2005)
- Буркина-Фасо (04.01.1988)
- Бывшая югославская Республика Македония (12.10.1993)
- Венесуэла (29.11.1989)
- Вьетнам (07.08.1972)
- Габон (20.03.1961)
- Гаити (21.05.1992)
- Гайана (16.10.1999)
- Гамбия (10.01.1999)
- Гана (12.02.1959)
- Гватемала (18.09.1975)
- Германия (30.10.1964)
- Гондурас (26.05.1964)
- Греция (17.03.1987)
- Грузия (23.12.2001)
- Дания (01.01.1973)
- Доминиканская Республика (20.02.1958)
- Египет (05.11.1959)
- Замбия (12.09.2003)
- Зимбабве (19.11.1993)
- Израиль (23.05.1958)
- Индия (02.10.1961)
- Иордания (06.07.1958)
- Ирак (28.10.2011)
- Иран (18.12.1972)
- Ирландия (22.12.1986)
- Испания (19.04.1958)
- Италия (24.10.1960)
- Йемен (18.06.2008)
- Камбоджа (03.06.61)
- Камерун (03.06.95)
- Канада (07.11.78)
- Катар (26.04.2012)
- Кения (03.05.1998)
- Кипр (02.05.1963)
- Китайская Народная Республика (14.06.2000)
- Колумбия (18.05.1971)
- Кот-д'Ивуар (17.12.1985)
- Куба (25.06.1971)
- Кувейт (20.03.1962)
- Лаосская Народно-Демократическая Республика (21.06.2006)
- Латвия (31.03.2012)
- Лесото (01.07.2007)
- Ливан (02.07.1958)
- Ливия (01.09.1959)
- Литва (21.10.1991)
- Люксембург (18.12.1978)
- Маврикий (29.07.1998)
- Мавритания (29.11.2009)
- Мадагаскар (03.09.1963)
- Малайзия (04.11.1966)
- Мали (19.11.2003)
- Мальдивы (07.07.2012)
- Мальта (24.08.1965)
- Марокко (24.04.1958)
- Мексика (17.07.1961)
- Мозамбик (17.12.2003)
- Монако (13.12.2007)
- Монголия (30.07.2003)
- Мьянма (05.10.1987)
- Намибия (28.11.1998)
- Непал (23.06.1969)
- Нигерия (12.12.1961)
- Нидерланды (14.04.1959)
- Никарагуа (30.08.1971)
- Новая Зеландия (19.03.1987)
- Норвегия (01.01.1980)
- Объединённая Республика Танзания (21.04.2004)
- Объединённые Арабские Эмираты (22.01.2010)
- Оман (13.12.2003)
- Пакистан (30.10.1963)
- Парагвай (21.06.1973)
- Перу (05.02.1962)
- Польша (10.05.1958)
- Португалия (14.09.1967)
- Республика Конго (18.04.1999)
- Республика Корея (22.07.1968)
- Российская Федерация (01.05.2014)
- Руанда (17.12.2004)
- Румыния (19.06.1960)
- Саудовская Аравия (18.02.2000)
- Свазиленд 25.10.2007)
- Сенегал (15.01.2006)
- Сирийская Арабская Республика (05.11.1959)
- Сербия (17.06.1959)
- Сейшельские острова (05.10.2006)
- Словакия (24.11.2000)
- Словения (29.03.1996)
- Соединённое Королевство Великобритании и Северной Ирландии (04.01.1968)
- Соединённые Штаты Америки (20.01.1971)
- Судан (10.11.1960)
- Таиланд (08.02.1967)
- Того (11.09.2005)
- Тринидад и Тобаго (18.11.2007)
- Тунис (21.05.1969)
- Турция (07.01.1969)
- Украина (15.01.2016)
- Уругвай (09.03.2002)
- Филиппины (15.12.1983)
- Финляндия (03.07.1981)
- Франция (25.09.1964)
- Хорватия (18.10.1993)
- Чад (02.02.00)
- Черногория (16.09.2007)
- Чехия (30.03.1996)
- Чили (03.02.1981)
- Швейцария (25.03.1959)
- Швеция (01.09.1969)
- Шри-Ланка (04.09.1958)
- Эквадор (19.11.2003)
- Эстония (09.02.2001)
- Эфиопия (05.12.1975)
- Южная Африка (17.01.2004)
- Япония (19.12.1967)

## Генеральные директора
- Гарольд Дж Плендерлейт (1959-1971)
- Пол Филиппот (1971-1977)
- Сэр Бернард М. Феилден (1977-1981)
- Цеват Эрдер (1981-1988)
- Анджей Томашевский (1988-1992)
- Марк Лаенен (1992-2000)
- Николас Стенли-Прайс (2000-2005)
- Мунир Бушнаки (2006-2011)
- Стефано Де Каро (2012-2017)
- Уэббер Ндоро (2018-настоящее время)

## Награда ИККРОМ
Начиная с 1979 г. ИККРОМ награждал своей наградой лиц, которые внесли значительный вклад в развитие Центра, и которые добились особого признания в области сохранения, защиты и восстановления объектов культурного наследия. Эта награда вручается каждые два года одному или двум претендентам, выбранных Советом. Ниже приводится список лиц, которые получали от ИККРОМ награды (в алфавитном порядке).
- Ом Пракаш Агравал (1993)
- Граефин Агнес Баллестрем (1995)
- Чезаре Брэнди (1979)
- Мунир Бушнаки (2000)
- Фредерик Гайсин (1979)
- Пьеро Гаццола (1979)
- Чарльз Груши (1997)
- Гаэль де Гуишен (2001)
- Хироси Даифуку (1979)
- Абдель-Азиз Даулатли (2005)
- Гульельмо Де Ангелис д'Оссат (1979)
- Василе Драгут (1990)
- Томокити Ивасаки (1986)
- Юкка Йокилехто (2000)
- Пол Кореманс (1979)
- Раймон Лемер (1981)
- Йохан Лодевийкс (1992)
- Станислас Лоренца (1979)
- Чжоу Лу (2013)
- Лаура Мора (1984)
- Паоло Мора (1984)
- Нилс Марштайн (2009)
- Джованни Массари (1981)
- Кацухико Масуда (2007)
- Бруно Мюхлетхалер (1988)
- Уэббер Ндоро (2015)
- Поль Перро (1990)
- Колин Пирсон (2003)
- Гарольд Дж Плендерлейт (1979)
- Джанфранко Помпеи (1979)
- Сэр Норман Рид (1983)
- Херб Стовел (2011)
- Мариса Лауренци Табассо (2009)
- Жан Таралон (1984)
- Йоханнес Тауберт (1984)
- Агнес Тимар-Балажи (2001)
- Гарри Томсон (1986)
- Джорджио Торрака (1990)
- Гертруда Трипп (1981)
- Итало С. Угол (1984)
- Джованни Урбани (1993)
- Сэр Бернард М. Феилден (1995)
- Пол Филиппот (1981)
- Ханс Форамитти (1983)
- Альберт Франс-Ланорд (1988)
- Морис Чебаб (1979)
- Артур Ван Шендел (1979)
- Чеват Эрдер (1997)